# Štěnkov
Štěnkov (německy Wolfshof, též Stienkow) je vesnice, část Třebechovic pod Orebem v okrese Hradec Králové. Nachází se dva kilometry jižně od Třebechovic pod Orebem. Štěnkov je také název katastrálního území o rozloze 2,87 km².

## Exulanti
V době pobělohorské a během slezských válek emigrovaly z náboženských důvodů celé rodiny do pruského Slezska. Ve zdejší oblasti působili kromě Antonína Koniáše také jezuité Jakub Firmus, Matěj Třebický, Adam Poustka a František Mateřovský. Z obce Štěnkov prokazatelně uprchli v roce 1742 přes městečko Münsterberg (první útočiště) v pruském Slezsku tito lidé:
- Martin Andrš (Andrýs), emigroval s manželkou Verunou a synem Jakubem (18 let).[5]
- Václav Burian emigroval jako výminkář. 30. září 1734 musel v Čechách jezuitům odevzdal knihu Kroniky a životuov sepsání... a 19. dubna 1737 mu byl zabaven Nový zákon.[6] Emigroval s dětmi Annou (18), Janem (14) a Mikulášem (12).
- Mikuláš Burian (* 1729), syn Václavův ze Štěnkova. Oženil se 26. listopadu 1753 v Husinci, první české exulantské kolonii v pruském Slezsku. Patří k zakladatelům této obce. Měl osm dětí, zemřel v Husinci 25. dubna 1786 ve věku 57 let.

## Přírodní poměry
Vesnice stojí ve Orlické tabuli na území přírodního parku Orlice a protéká kolem ní řeka Orlice, jejíž tok s přilehlými pozemky je součástí přírodní památky Orlice.

## Další fotografie

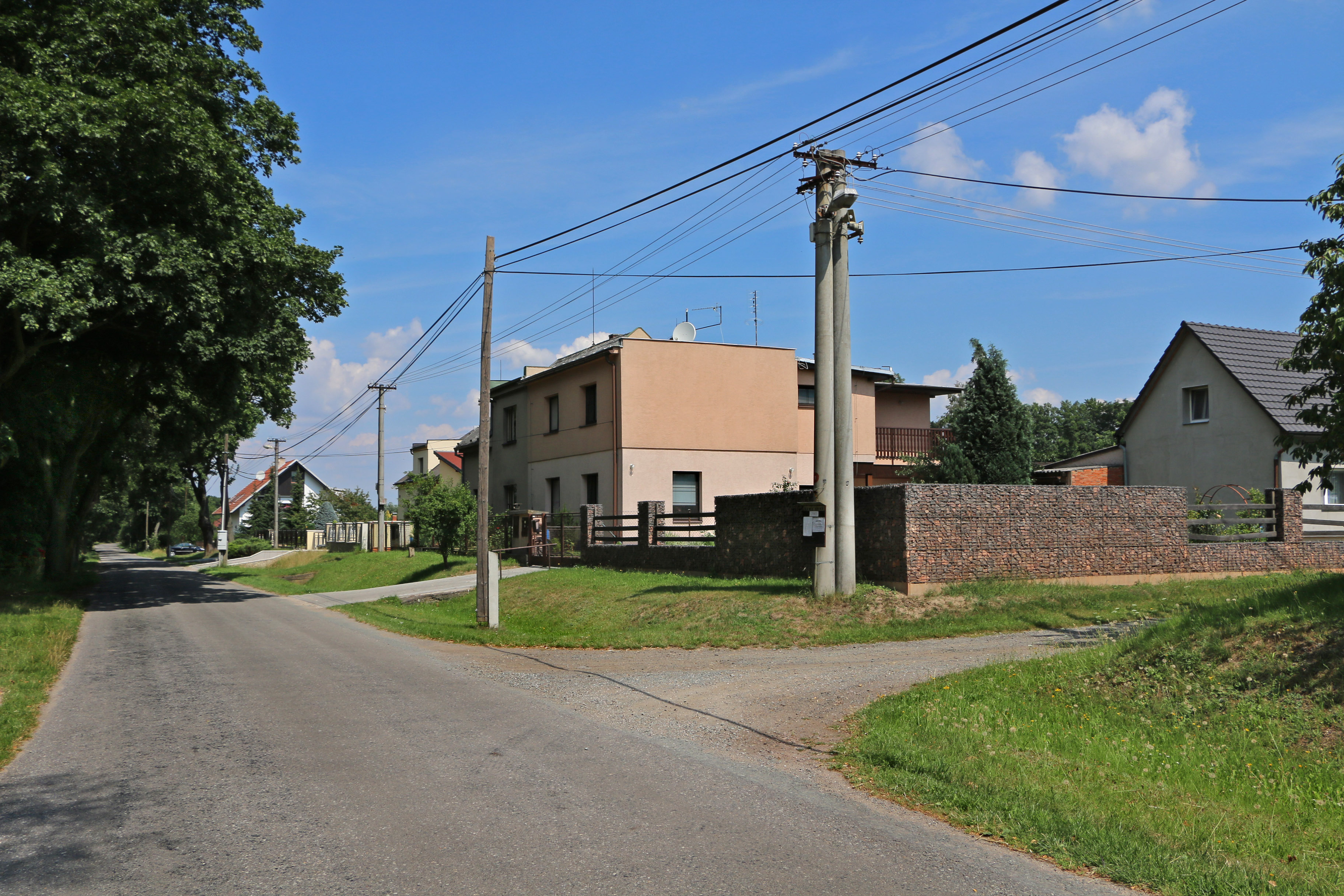
Severní část vesnice
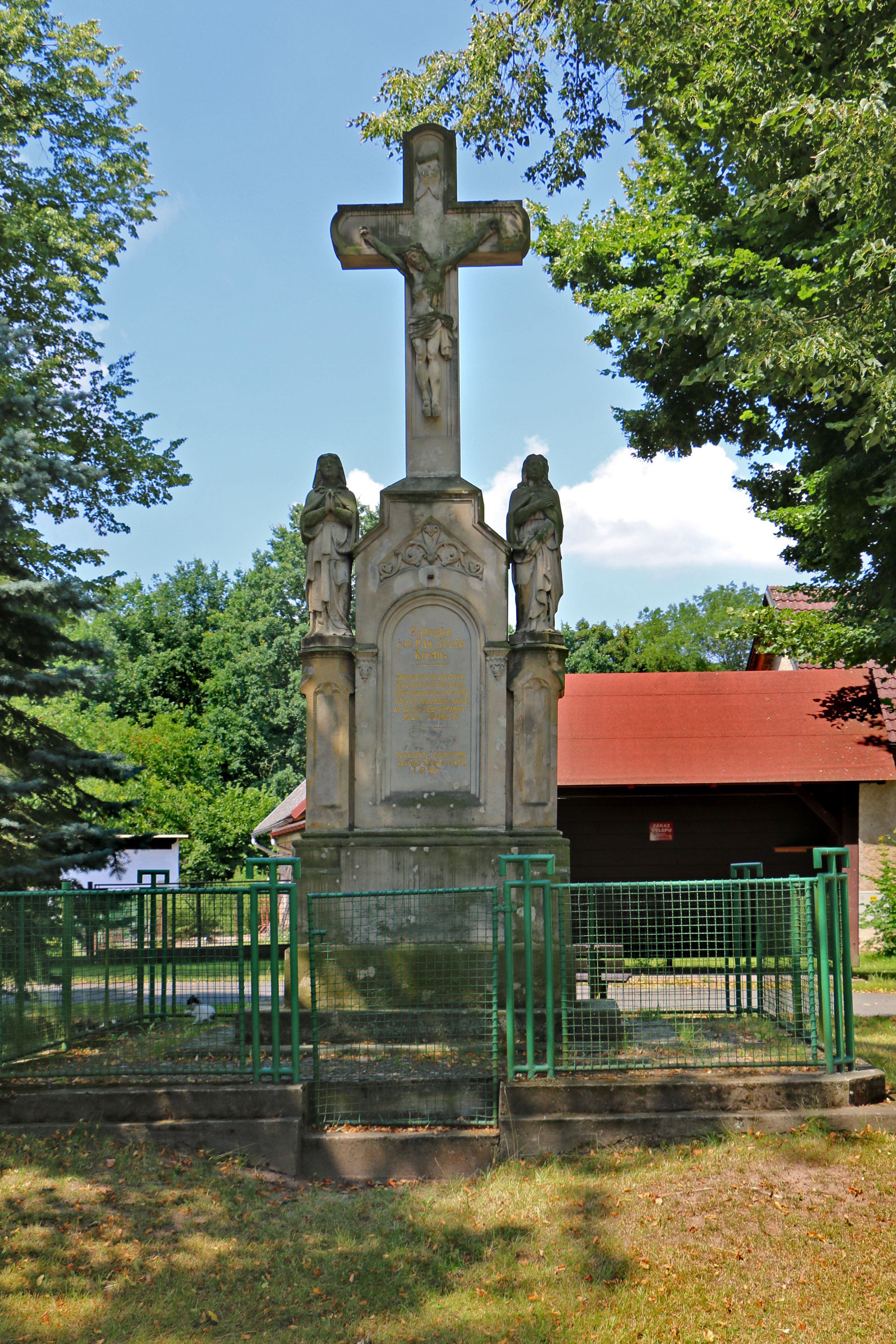
Kříž na návsi
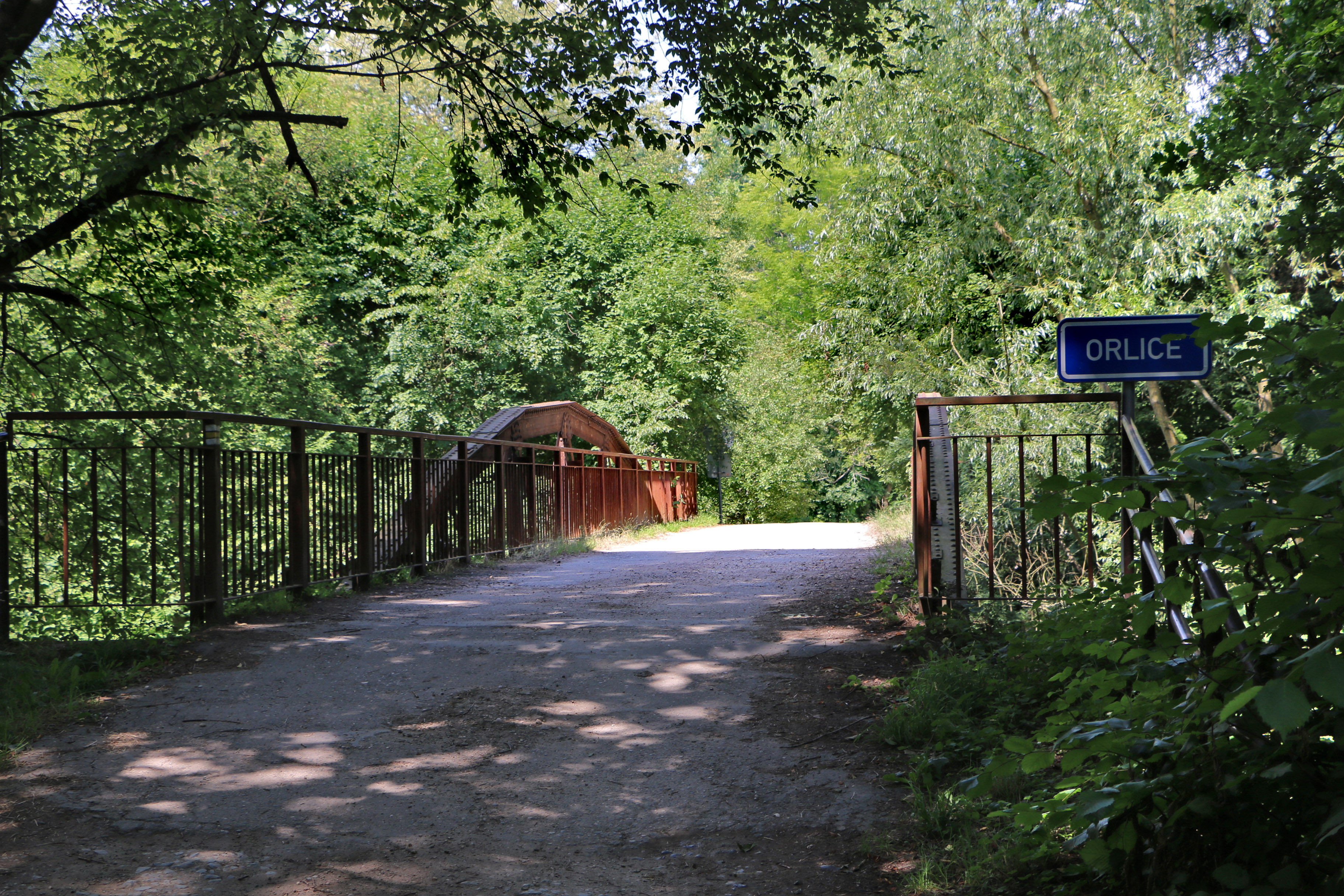
Most přes Orlici